# 2026年度美國國防授權法
2026年度國防授權法（英語：National Defense Authorization Act for Fiscal Year 2026）是美國聯邦法律，規定了美國國防部2026財年的預算、支出和政策。歷年來，每年都通過類似的法案。

## 歷史
2025年7月18日，美國眾議院通過法案。

## 內容
- 美國眾議院日前通過法案，禁止美國國防部展示將台灣納入中國的地圖，這項修正案寫道，「本法所撥款或以其他方式提供的任何資金，都不得用於製作、採購或展示任何將台灣、金門、馬祖、澎湖、烏坵、綠島或蘭嶼描繪為中華人民共和國領土一部分的地圖」。這是眾議院繼要求美國國務院後，再次通過法案規定行政部門展示「誠實地圖」。
- 撥款5億美元（約新台幣147億元），由美國國防安全合作署（Defense Security Cooperation Agency）管理，用於台灣安全合作倡議（Taiwan Security Cooperation Initiative），使用期限至2027年9月30日。[2]

## 內部連結
- 2022年綜合撥款法
- 2024年度美國國防授權法